# 阿皮奥-拉蒂诺
阿皮奥-拉蒂诺（Q. IX Appio-Latino）是意大利罗马的第 9新城分区（quartieri），名称源自古道阿庇亞道和拉丁道 。

## 名胜
- 圣若翰·路西堂，20 世纪的教堂（1940 年）。